# كريم مروة
كريم مروة (1930 - 10 يناير 2024) سياسي وكاتب ومؤلف لبناني، يساري العقيدة ومن أركان الحزب الشيوعي اللبناني سابقا.

## ولادته ونشأته
ولد في العام 1930 في بلدة حاريص العاملية (جنوب لبنان)، وختم القرآن وهو في عمر الثامنة، ثم تابع دراسته على شيوخ قريته، وعندما بلغ السابعة عشر من عمره أي في العام 1947 ميلادي، أرسله والده الشيخ أحمد مروه إلى النجف لمتابعة دراسته فيها مع ابن عمه حسين مروة.
كان ابن عمّه حسين مروة قد تخلّى عن العمامة وأخذ يدرّس هناك، فتبعه على ذلك، وفي العام 1948 وقعت الانتفاضة في العراق ضد معاهدة بورت سموث وشارك فيها كريم مروة وأصبح يُعدّ من الشيوعيين العراقيين.

### عائلته
- والده الشيخ أحمد مروة من بلدة حاريص في جنوب لبنان
- والدته: الحاجة خديجة مروة، من بلدة حاريص في جنوب لبنان
- إخوته وأخواته: له خمسة إخوة ذكور هم: محمد علي، محمد حسين صاحب كتاب كشكول أبو هادي، مرتضى، واثنان يصغرانه سنا هما: عبد الرؤوف ودكتور مصطفى. وخمس أخوات إناث.

## دراسته ونشاطه في لبنان
بعد الفشل الانتفاضة (الوثبة) عاد إلى لبنان في العام 1949 ميلادي منتسبا إلى الحزب الشيوعي فيه، وعُين معلّما لمدة سنتين في بلدة شمسطار البقاعية. في العام 1952م دخل دار المعلمين وانتسب إلى الجامعة اللبنانية في قسم الأدب العربي. ترأس في نفس العام وفد (الشبيبة الديموقراطية اللبنانية السورية) إلى المؤتمر العالمي ل(اتحاد الشباب الديموقراطي)، وأصبح عضوا في اللجنة التنفيذية وفي الهيئة القيادية اليومية للإتحاد.

## في الحزب الشيوعي اللبناني
في اواخر الخمسينيات عمل في تحرير جريدة النور التي كان يصدرها الحزب الشيوعي في سوريا، وكان وقتها الحزب الشيوعي موحدا بين سوريا ولبنان. عندما وقعت الانتفاضة في بيروت في العام 1958م، ترك سوريا والعمل في الجريدة وتوجه إلى لبنان وشارك بالأعمال العسكرية وكان مسؤولا عن مستودعات الأسلحة في بيروت. عندما تأسست جريدة النداء اللبنانية عمل فيها حتى صار رئيسا لتحريرها. ثم عاد وتركها بعدما أصبح السكرتير الثاني للحزب الشيوعي.
إثر انفصال الحزب الشيوعي السوري عن الحزب الشيوعي اللبناني عُين عضواً مرشحا في المكتب السياسي. وفي العام 1966 أصبح عضوا أصيلا في مكتب الحزب وفي أمانته. انفجرت أزمة بينه وبين جورج حاوي من جهة وبين الحرس القديم في الحزب الشيوعي من جهة ثانية على خلفية تدخّل السوفيات في قرارات الحزب وعلى خلفية فهم النصوص الاشتراكية والماركسية، فتقرّر إرساله إلى موسكو لإعادة تأهيله في مدرسة الحزب الأممية هناك.
عمل خلال المؤتمر الثاني والثالث (1966 و 1972) في الحزب الشيوعي اللبناني على إصدار قرارات تاريخية منها العلاقة الغير مشروطة مع الاتحاد السوفياتي، وإعادة النظر ببعض مفاهيم ماركس، والتخلّي عن دكتاتورية البروليتاريا واعتبارها غلطة تاريخية، والتأكيد على أن الاشتراكية هي ديموقراطية في أساسها، كما عمل في هذين المؤتمرين على إعادة الاعتبار للقضية القومية والفلسطينية.
في المؤتمر الثامن للحزب الشيوعي في العام 1999 قرر عدم ترشيح نفسه لأي مقعد في الحزب وتفرّغ للكاتبة ونقد التجربة السابقة.

## في الصحافة
- عمل في تحرير جريدة النور التي كان يصدرها الحزب الشيوعي من سوريا وبقي فيها حتى العام 1958 ميلادي.
- عمل في تأسيس وتحرير جريدة النداء واصبح رئيسا لتحريرها حتى العام 1966 ميلادي.
- كتب العديد من الأبحاث في مجلة (الطريق) اللبنانية اليسارية.
- كتب في جريدة المحرر اللبنانية.

## المؤلفات
له ما يزيد على 20 مؤلفا مطبوعا:
- الحزب الشيوعي اللبناني: سياسته واهدافة – وزع مع جريدة المحرر اللبنانية - 1969
- كيف نواجه الأزمة في حركة التحرر الوطني العربية – دار الفارابي – 1974
- ماذا بعد حرب تشرين – دار الفارابي – دار الفارابي – 1974
- المقاومة أفكار للنقاش – دار الفارابي – 1985
- حوارات حول الاشتراكية والديموقراطية والقومية والدين – دار الفارابي - 1990
- جدل الصراع مع إسرائيل وجدل السلام معها - 1994
- الوطن الصعب والدولة المستحيلة – حوار بين كريم مروة وكريم بقرادوني – دار الجديد – 1996
- حوار الإيديولوجيات - 1997
- من ذاكرتي الفلسطينية – مجلة الطريق – 1998
- نحو جمهورية ثالثة - دار الفارابي - 2002
- كريم مروة يتذكر – حوار صقر أبو فخر – دار المدى - 2002
- عشية أفول الأمبروطورية – دار الفارابي – 2003
- جورج حاوي (بالاشتراك مع آخرين) – دار النهار – 2005
- الفكر العربي وتحولات العصر – دار الفارابي – 2006
- أزمة النظام العربي وإشكاليات النهضة – دار الانتشار العربي – 2006
- الظاهرة العراقية – دار المدى - 2007
- الشيوعيون الاربعة الكبار – دار الساقي - 2008
- البحث عن المستقبل – دار الساقي - 2009
- نحو نهضة جديدة لليسار في العالم العربي – دار الساقي – 2010